# Сан-де-бёф

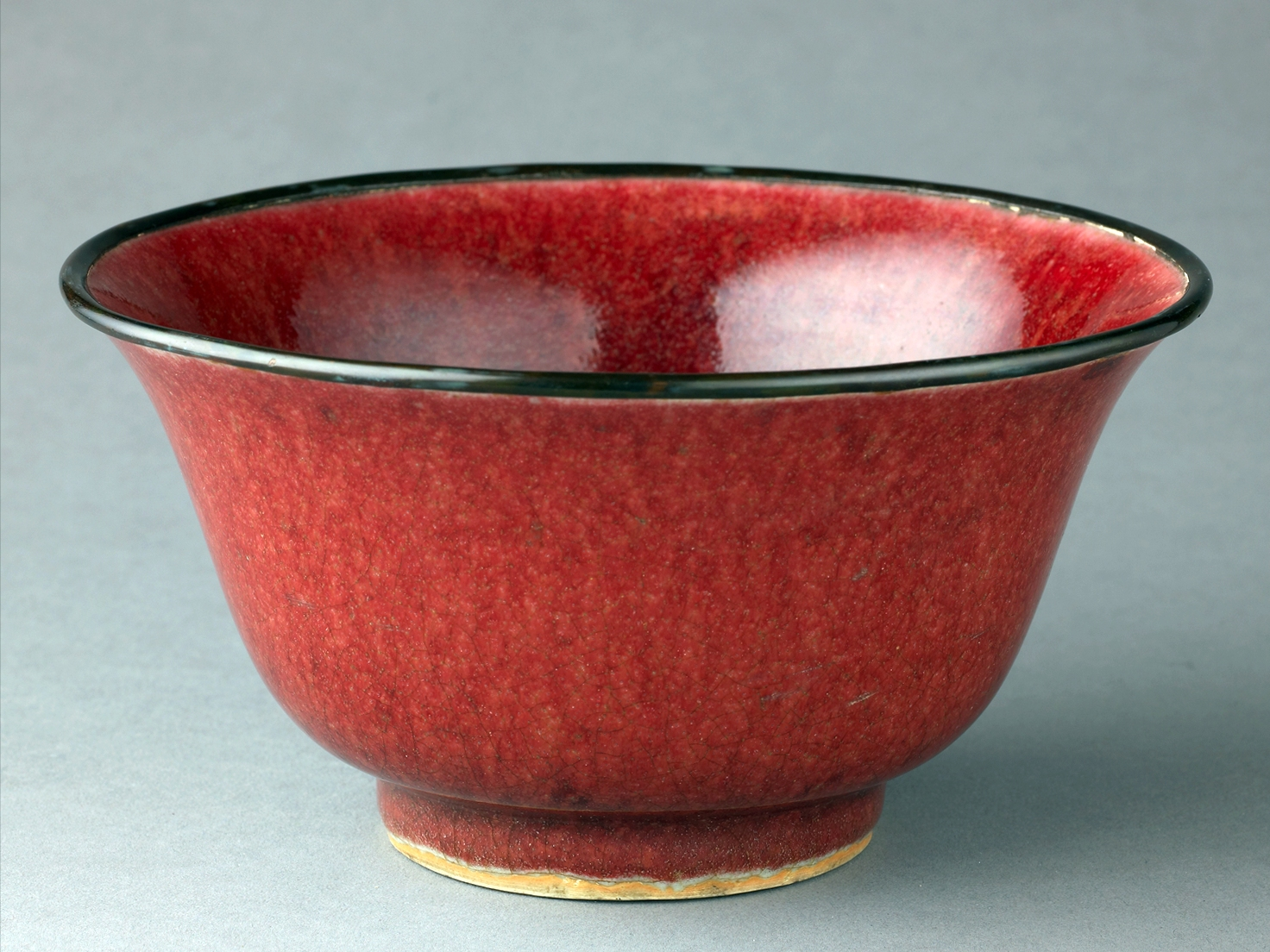
Китайская фарфоровая чаша XVIII века с глазурью «сан-де-бёф»

Глазурь сан-де-бёф (сандебёф, «бычья кровь», фр. sang-de-boeuf, англ. oxblood) — керамическая глазурь насыщенного красного цвета, впервые появившаяся в китайском фарфоре в начале XVIII века.
Сан-де-бёф был одним из многих новых видов глазури «фламбе», отличавшихся «непредсказуемыми, но весьма декоративными и разнообразными эффектами», разработанных в фарфоровых печах Цзиндэчжэня во времена правления Канси (1662—1722). По словам Сюзанны Валенштайн, «в своих лучших образцах эта впечатляющая глазурь создает впечатление, что ты смотришь сквозь прозрачный поверхностный слой, слегка потрескавшийся и усеянный бесчисленными пузырьками, на цвет, который находится под ним».
Как и в большинстве китайских красных глазурей, основным красителем является оксид меди, обожжённый в восстановительной атмосфере (без кислорода); частью процесса могла быть отделка в окислительной атмосфере. Начиная с конца XIX века, как правило, после длительных экспериментов, многие западные гончары производили версии китайской глазури, которую технически очень сложно получить и контролировать.

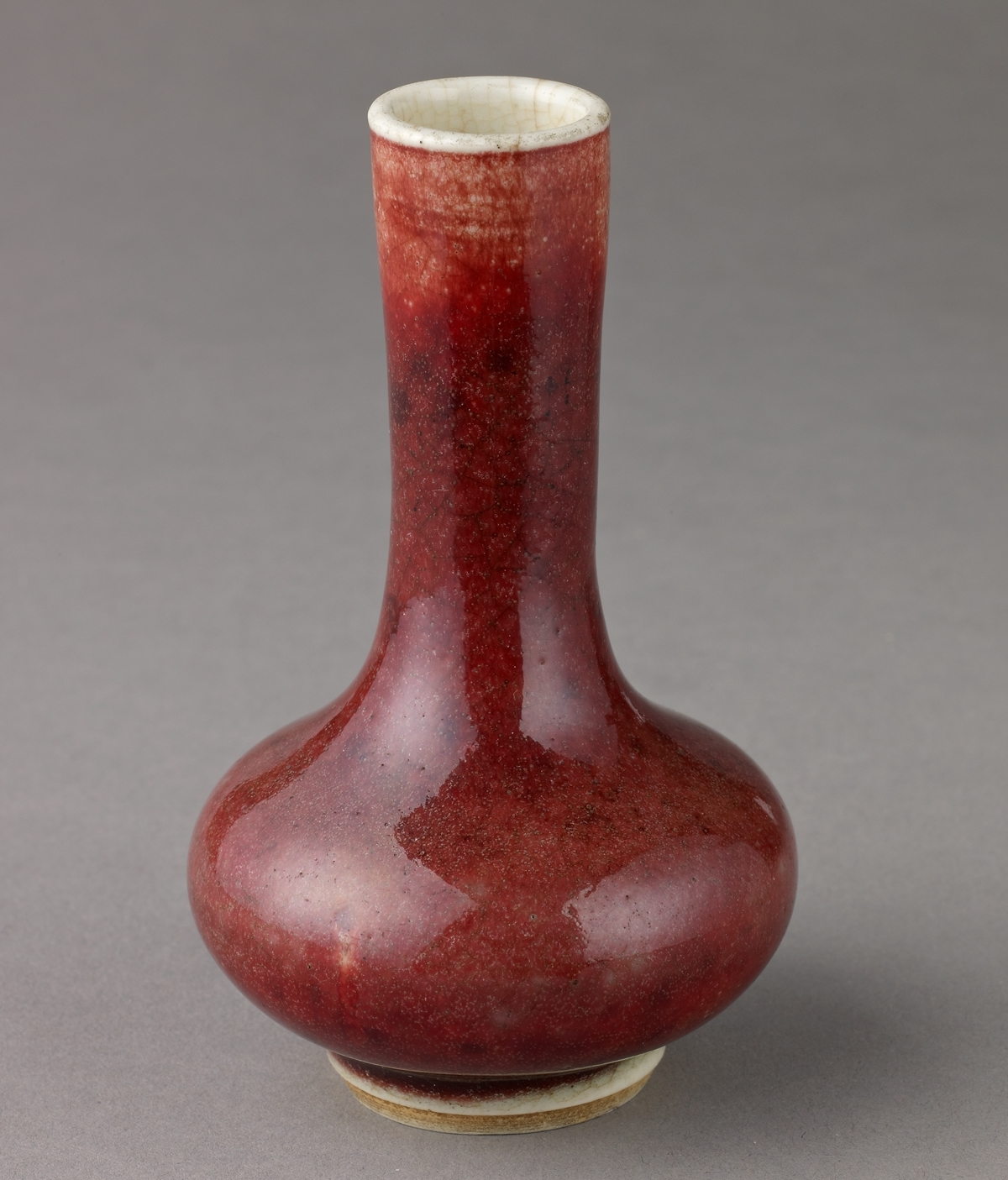
Маленькая ваза XVIII века с истончающейся кверху глазурью

Наиболее распространённое китайское название глазури — lángyáohóng (郎窑红), другое — niúxiěhóng (牛血红, «красный, как бычья кровь»).

## Китайский сан-де-бёф

### Происхождение: имитация изделий династии Мин

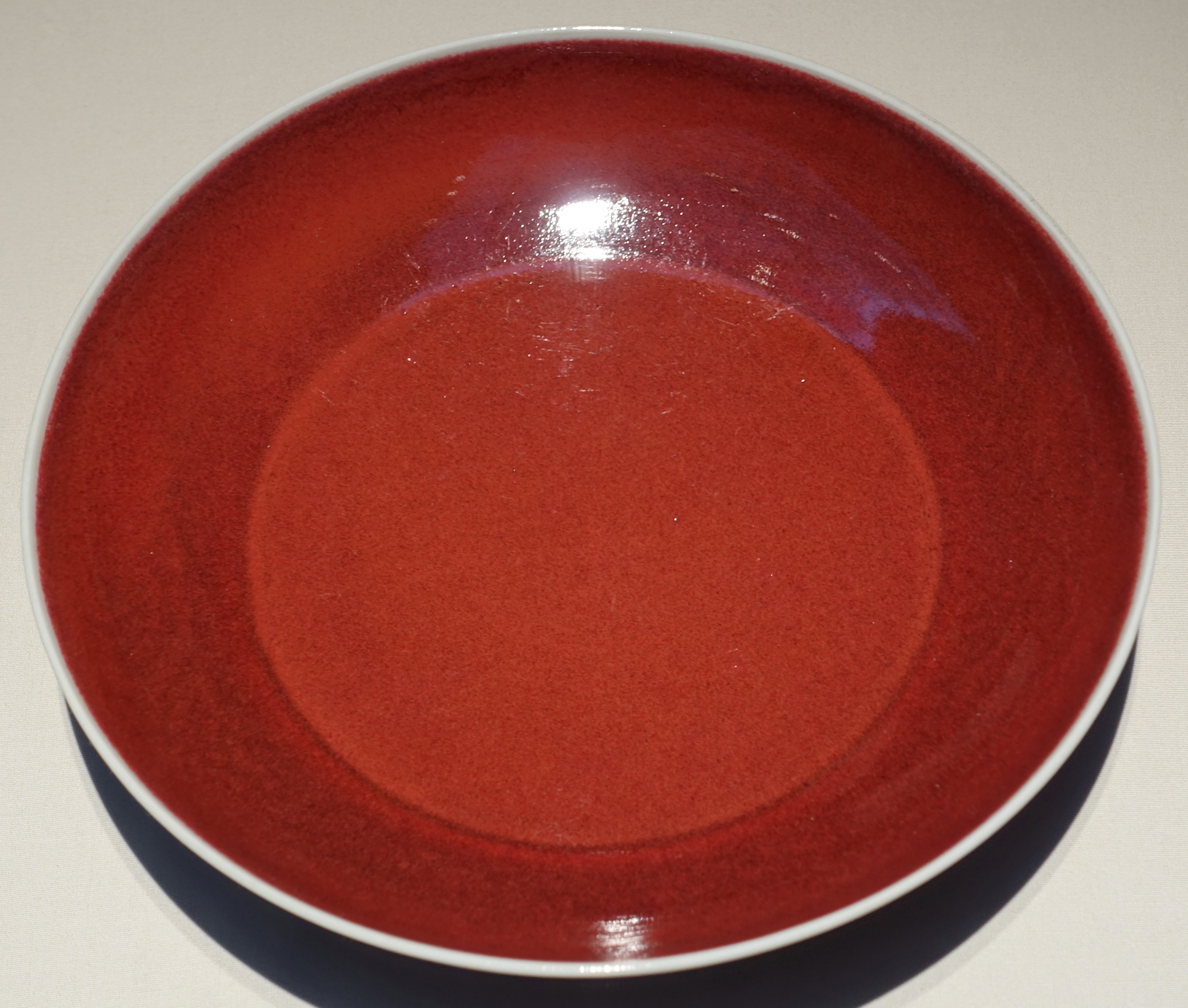
«Жертвенная посуда» династии Мин, медно-красное блюдо со знаком правления Сюаньдэ (1426—1435); цвет, которого пытались добиться гончары Канси

Глазурь Сан-де-бёф была, по-видимому, разработана около 1705—1712 годов в попытке восстановить утраченную «жертвенную красную» глазурь времен правления Сюаньдэ (1426—1435) династии Мин. Это была крайне известная глазурь, которая использовалась для церемониальных (ритуальных) изделий, изготавливавшихся в Цзиндэчжэне, от недолгого правления сохранилось лишь несколько экземпляров.
Как записано в «Собрании статутов династии Мин», с 1369 года, второго года правления императора Хунъу в начале династии Мин, монохромный фарфор заменил другие материалы для ритуальных сосудов, используемых в официальных ритуалах жертвоприношений, которые император по традиции должен был совершать; отсюда и название «жертвенный красный». Китайские его названия — сианхун (鲜红, «свежий красный») и бошихун (宝石红, «рубиновый красный»). В статуте также говорится, что каждый цвет был связан с определённым направлением и ритуалом: «Каждому направлению соответствует фарфор: красный для алтаря Солнца, синий для алтаря Неба, жёлтый для Земли и белый для Луны».
Жертвенный красный, созданный при Сюаньдэ, перестали производить после смерти императора, и, несмотря на многочисленные последующие попытки, его так и не удалось полностью воспроизвести. Это говорит о том, что некоторые императоры проявляли личный интерес к императорскому гончарному делу, а также о том, что некоторые секреты, должно быть, были доступны лишь небольшой группе гончаров.

### Сан-де-бёф династии Цин
Монохромные глазури, в том числе сан-де-бёф, пережили возрождение во времена династии Цин, для которой они были символом расцвета исторической китайской керамики времён ранней династии Мин и династии Сун (960—1279). Они изготавливались в Цзиндэчжэне для императорского двора наряду с совершенно другими стилями, глазури расписывали сложными узорами с использованием новой расширенной палитры цветов в надглазурных эмалях, известных как «розовое семейство», «зелёное семейство» и т. д., в зависимости от доминирующего цвета. Первоначально большая часть этой продукции предназначалась для продажи, часто как китайский экспортный фарфор, поскольку двор предпочитал более простой декор.
В то время как жертвенные красные изделия Сюаньдэ имеют очень тонкое пятнистое покрытие, сан-де-бёф изготавливался с различными оттенками цвета, а также с крапчатыми и полосатыми эффектами на глазури, которая часто выцветает до белого цвета в верхней части изделий и, наоборот, утолщается вокруг «плеч» ваз и у основания, которое часто не полностью покрыто глазурью. Часто наблюдаются трещины и зеленоватый оттенок по краям глазурованной области, где глазурь тоньше. Все эти эффекты считались желательными. Обычно глазурь наносят только на внешнюю поверхность закрытых форм, а внутреннюю часть и края оставляют с прозрачной глазурью. Красная глазурь, вероятно, наносилась методом распыления. Могут также проявляться бирюзовый, лавандовый и фиолетовый цвета.
Большое количество очень чувствительных переменных означало, что цвет и эффекты глазури изначально не контролировались производителями, оставляя элемент случайности, который соответствовал китайской эстетике. К концу XVIII века контроль стал более возможен.

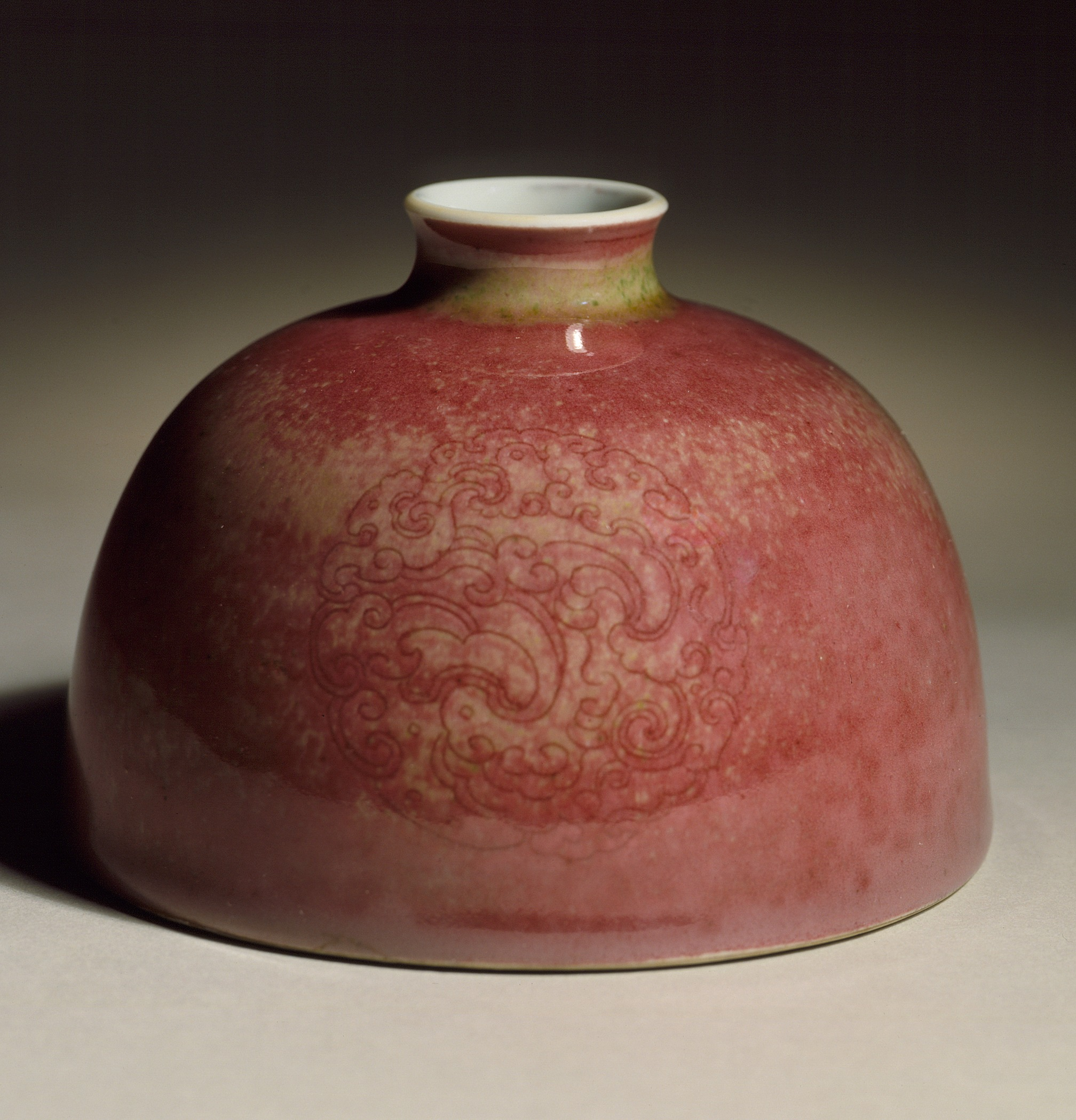
Похожая глазурь из оксида меди с персиковым оттенком на кувшине для воды эпохи Канси, также с резным декором.
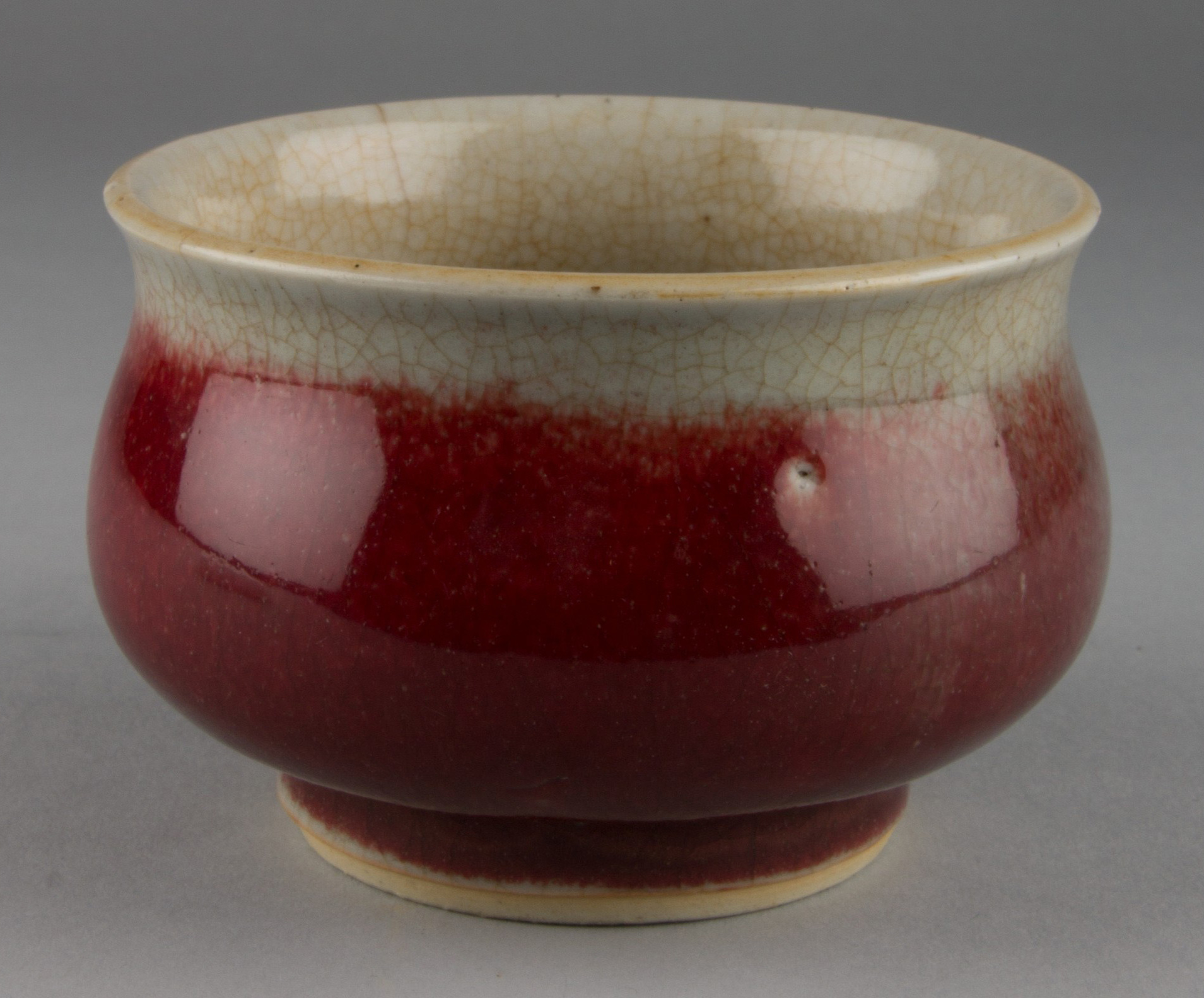
Чаша Канси, до 1722 года
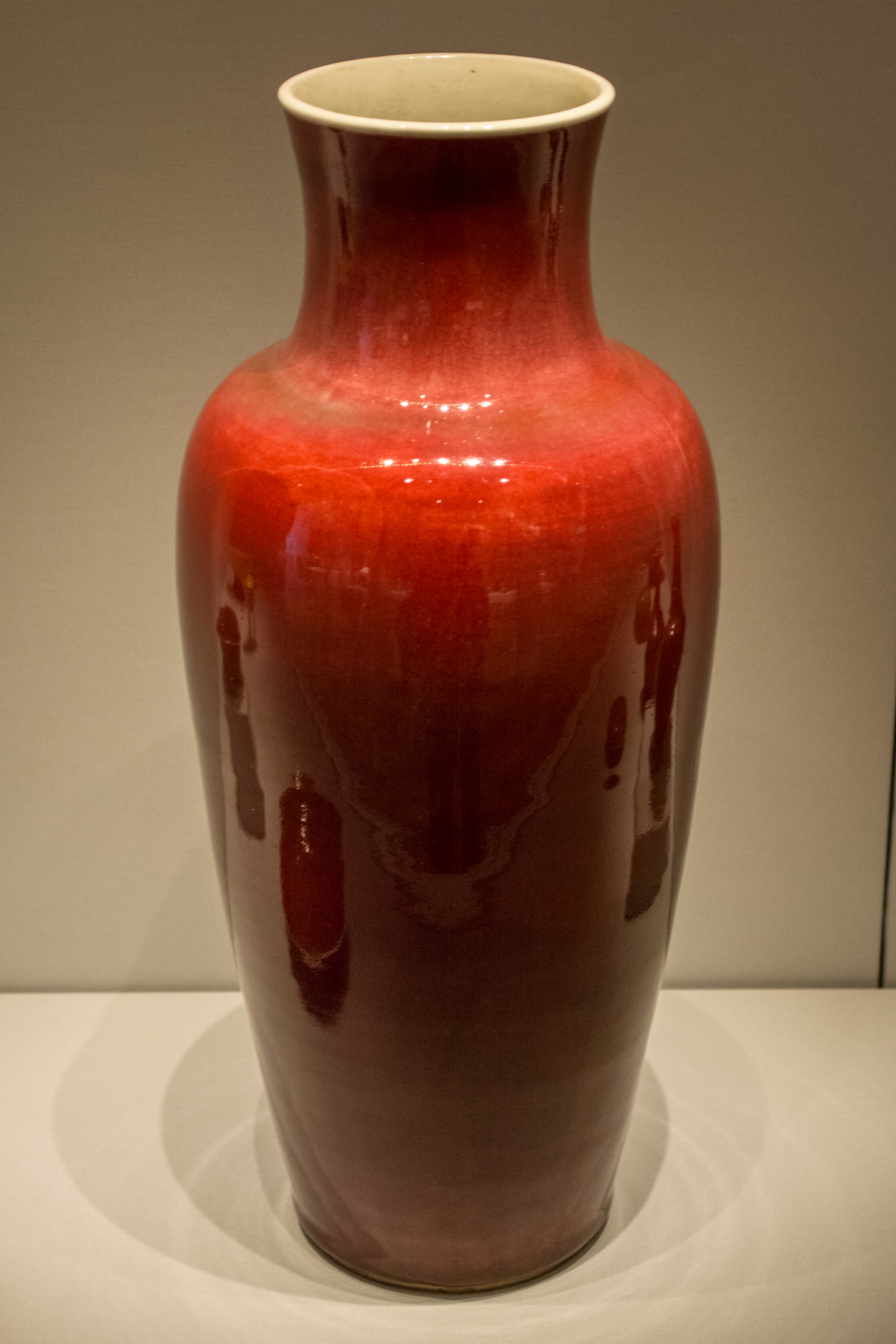
Ваза Канси, до 1722 года
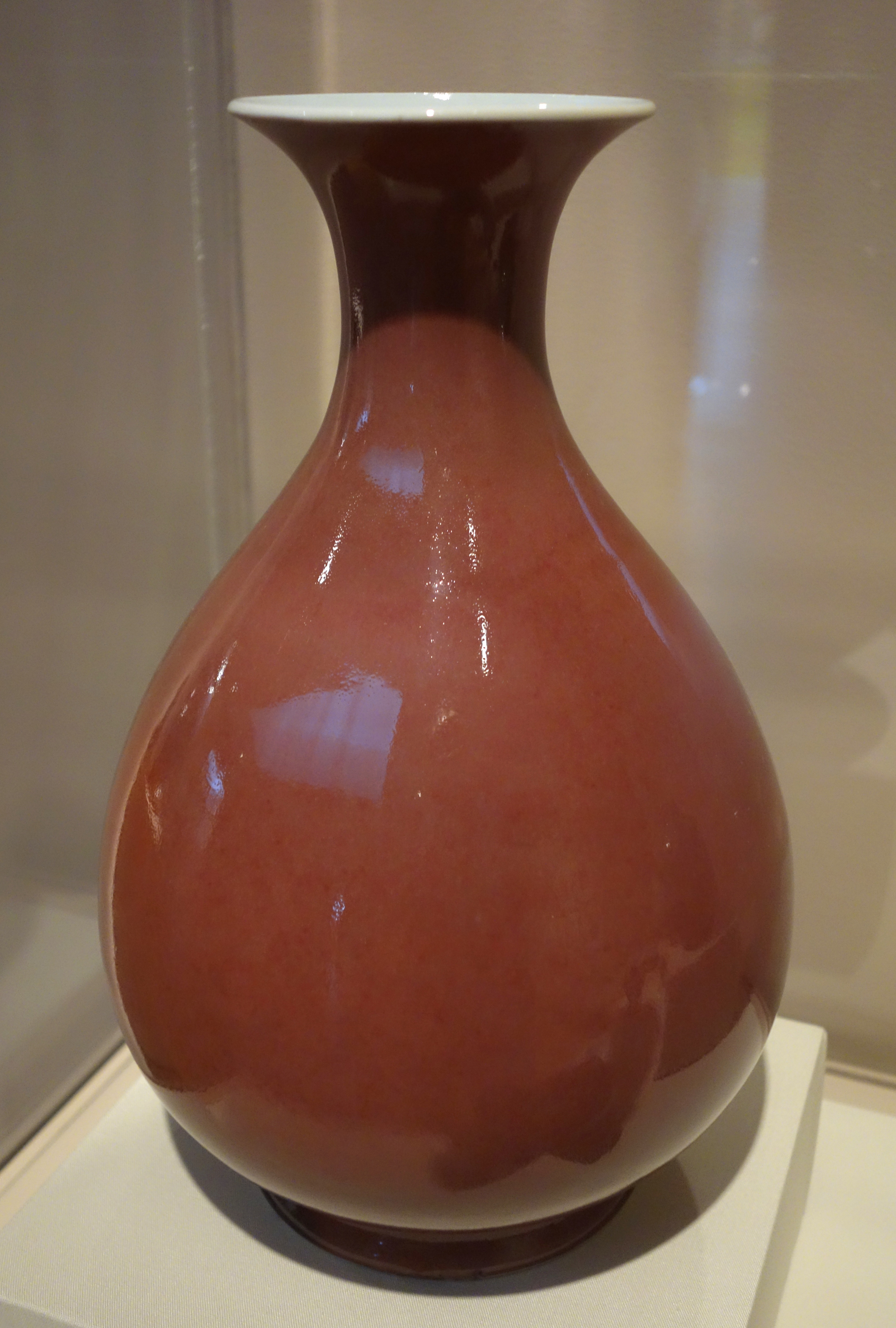
Ваза Канси, до 1722 года
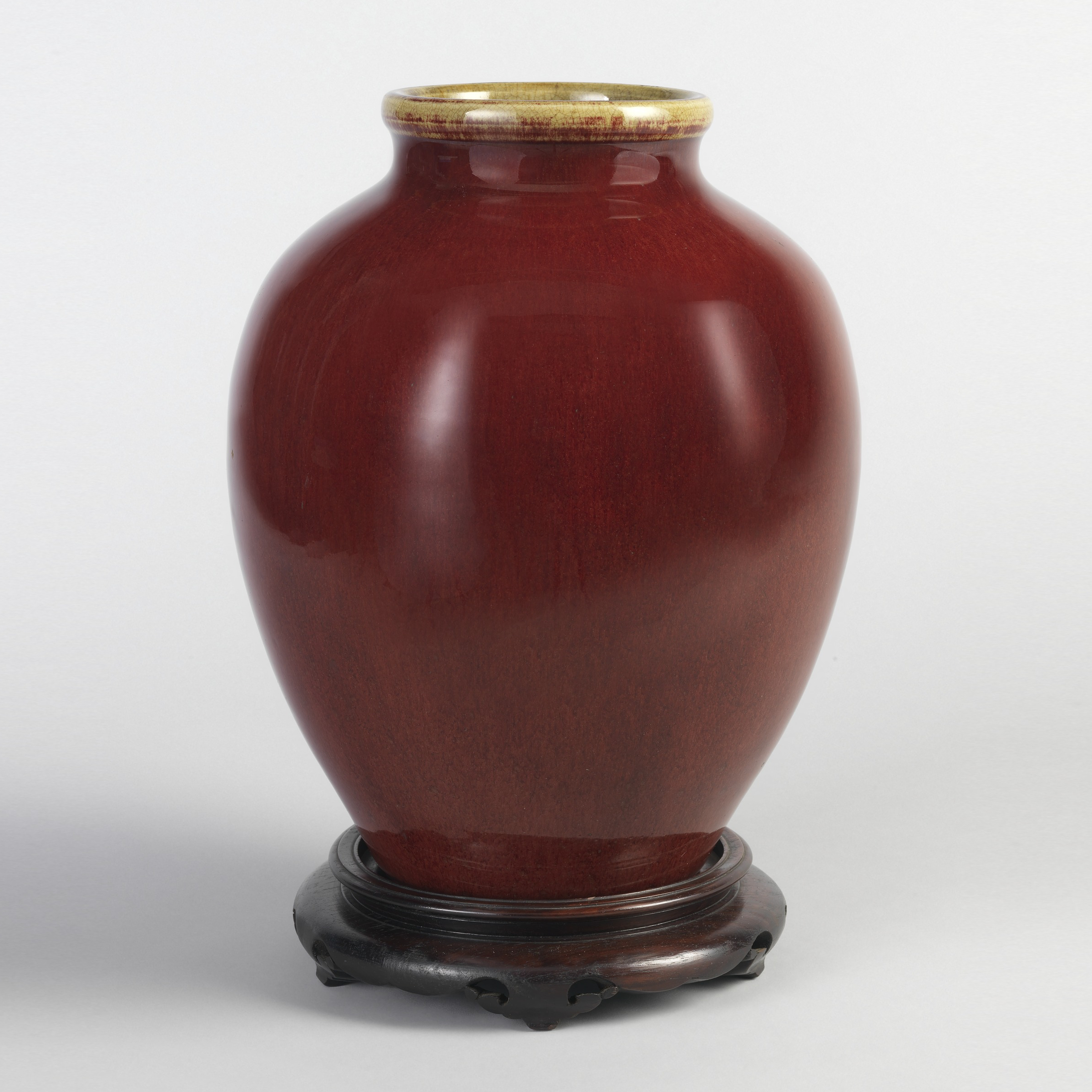
Кувшин XVIII века

## Западные версии

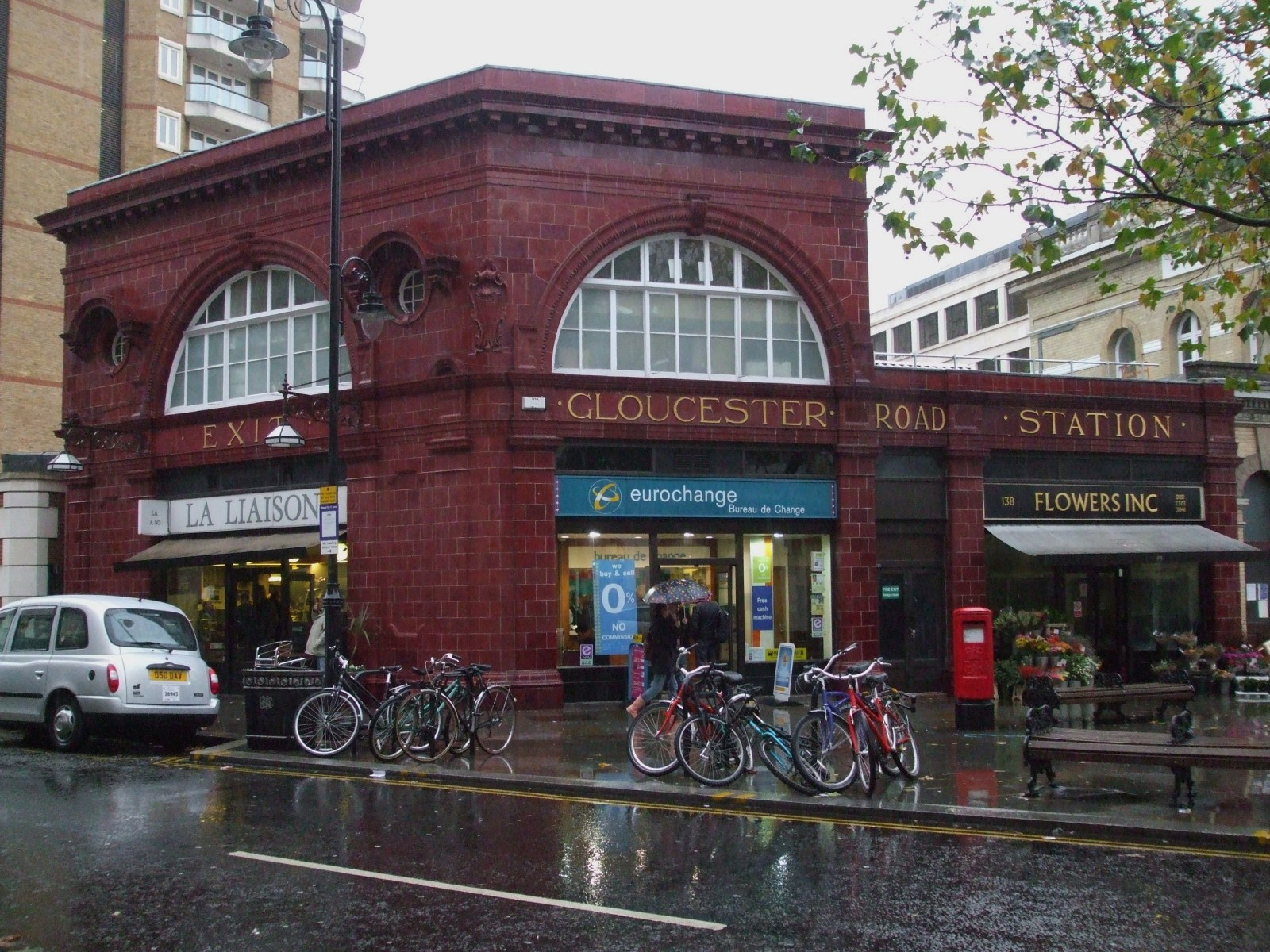
Станция метро Глостер-роуд, линия Пикадилли, с плиткой сан-де-бёф, используемой тут, как и на многих зданиях станций лондонского метрополитена

В XIX веке многие западные гончары, особенно представители зарождающегося движения художественной керамики, пытались скопировать китайскую глазурь, которая приобрела большую известность, но обнаружили, что её очень сложно воспроизвести, будь то в фарфоре или в высокотемпературной керамике. Во Франции эксперименты с севрским фарфором начались в 1882 году. Эрнест Шапле преуспел в них в 1885 году при финансовой поддержке Haviland & Co., также преуспел в создании собственной версии Пьер-Адриан Дальпайра. За свою глазурь Шапле получил золотую медаль на Всемирной выставке 1889 года в Париже.
Американец Хью С. Робертсон из фирмы «Chelsea Keramic Art Works» в Челси, штат Массачусетс, заинтересовался восточными глазурями, увидев их на Филадельфийской выставке 1876 года, и «увлечение глазурями стало навязчивой идеей Робертсона на всю оставшуюся карьеру». В 1888 году он, наконец, разработал версию сан-де-бёф, которую назвал Sang de Chelsea, но в следующем году, «почти без гроша в кармане после дорогостоящих экспериментов с глазурью sang-de boeuf», он закрыл гончарную мастерскую.
В Англии керамика студии «Ruskin Pottery» в Сметике была изготовлена около 1900 года; все их формулы были намеренно уничтожены, когда мастерская закрылась в 1935 году. Ещё одним представителем английского керамического искусства, изготавливавшим сан-де-бёф, был Бернард Мур. Его гончарное производство в Сток-он-Тренте специализировалось на глазури фламбе с 1905 года до закрытия предприятия в 1915 году.
С 1903 года английский архитектор Лесли Грин использовал промышленную, прочную глазурь цвета сан-де-бёф на глазурованной архитектурной терракотовой плитке и декоративных элементах для внешней отделки станций значительной части лондонского метрополитена, которая в то время была разделена между несколькими коммерческими компаниями. Его работодатель, компания «Underground Electric Railways Company of London», строила железные дороги Great Northern, Piccadilly and Brompton, Baker Street and Waterloo и Charing Cross, Euston and Hampstead, которые сейчас являются соответственно участками линий Пикадилли, Бейкерлоо и Северной линии. Плитку изготовила компания «Leeds Fireclay Company».

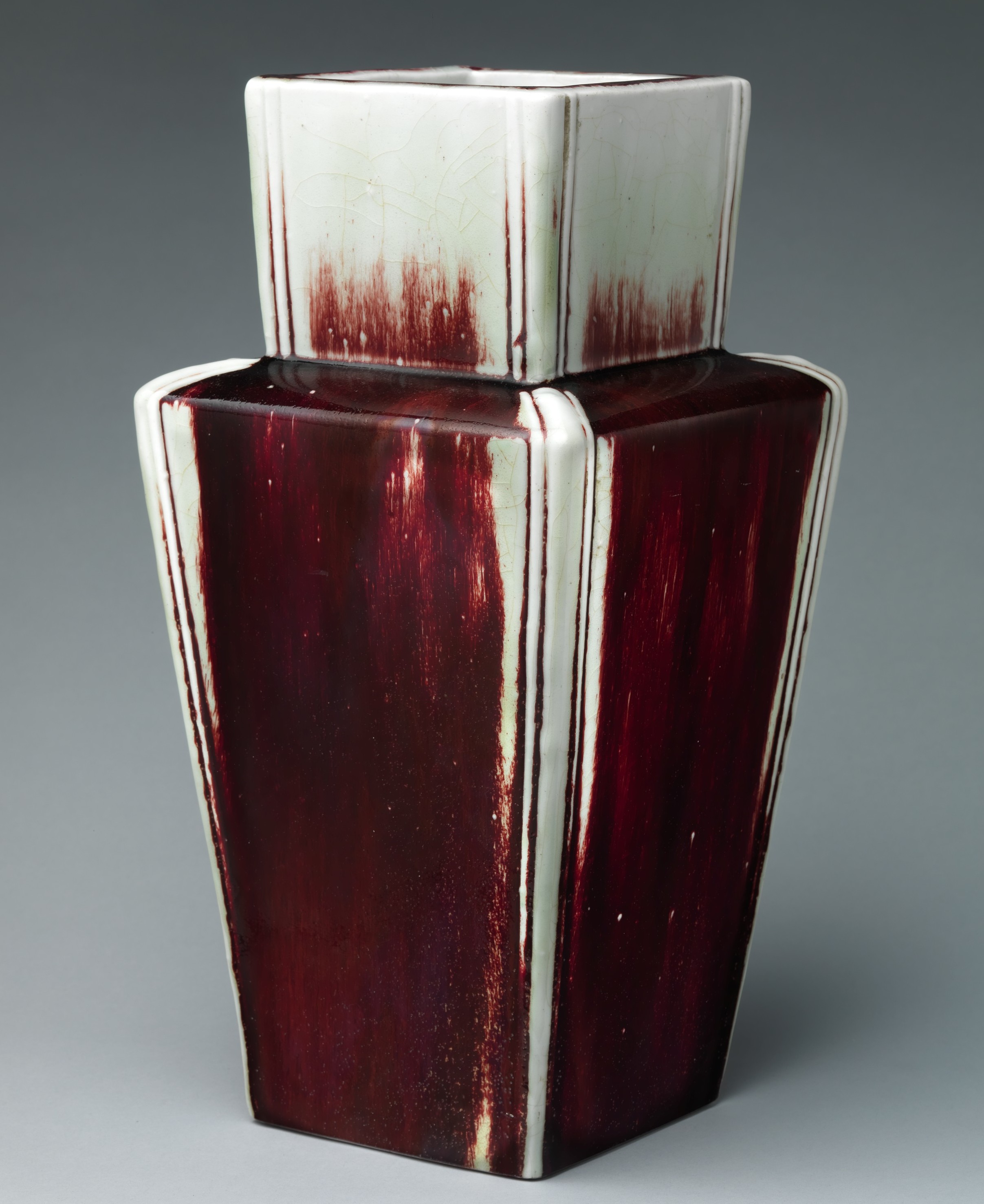
Квадратная ваза работы Эрнеста Шапле, Франция, около 1889 года; китайское истончение доведено до крайности.
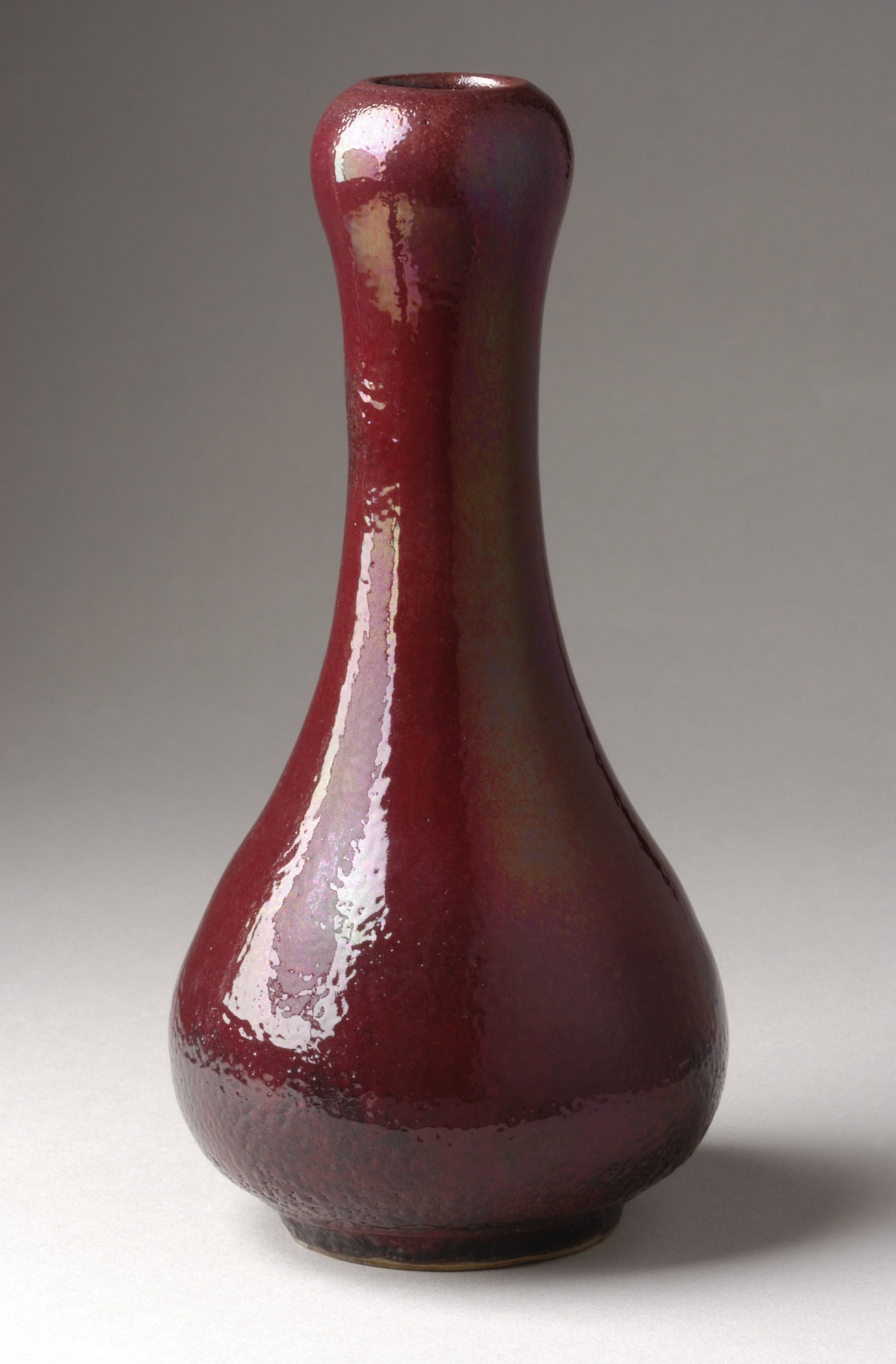
Ваза Хью С. Робертсона, Chelsea Keramic Art Works, 1888–1889 годы
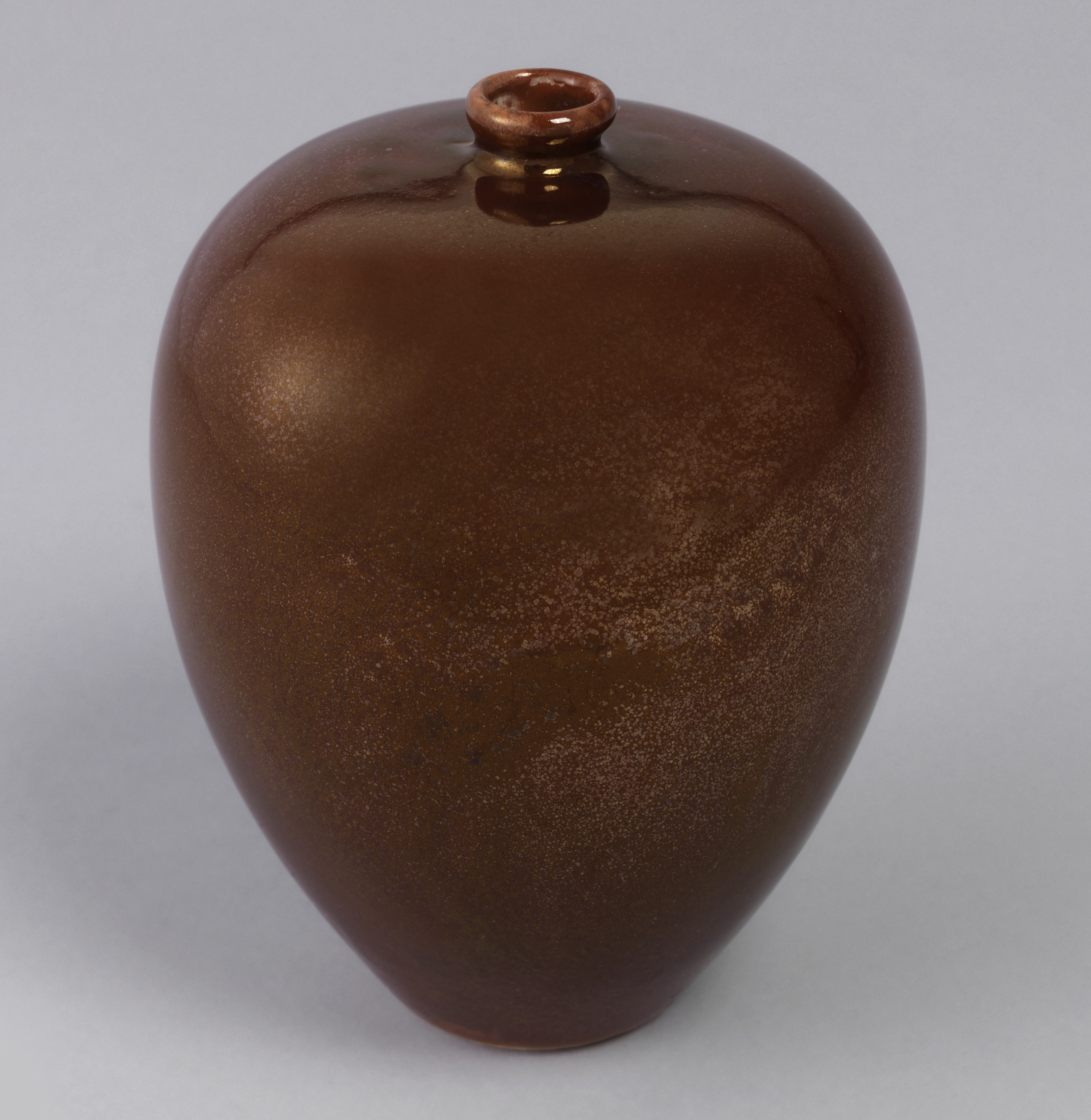
Компания Rookwood Pottery, США, 1899 год
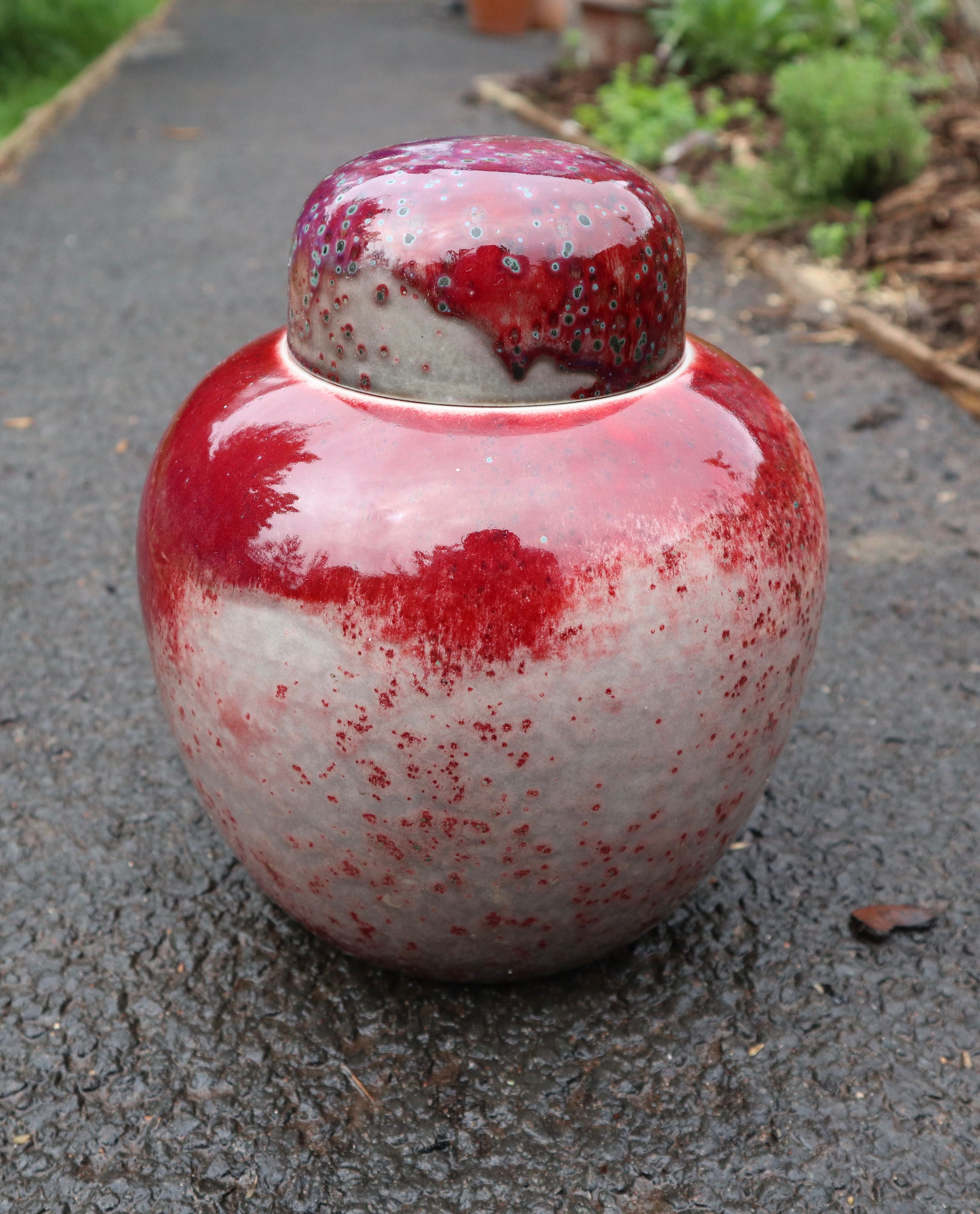
Керамика Раскина, Англия, 1925 год
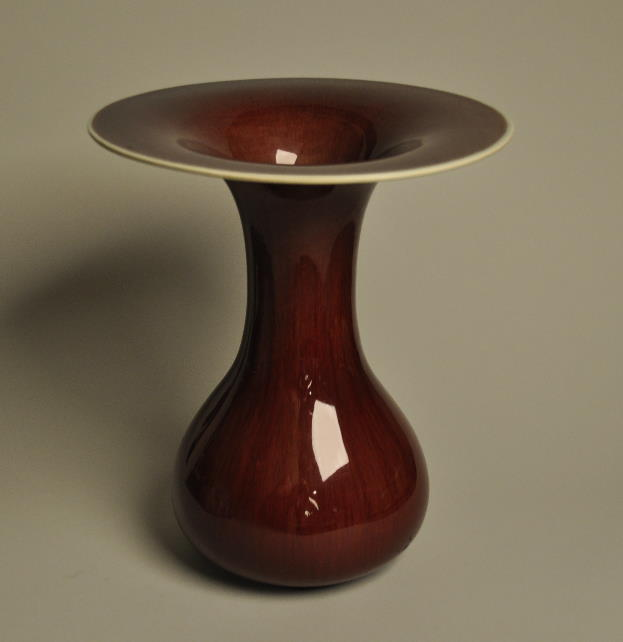
Franciscan Ceramics, США, после 1934 года

Американская художница по керамике Фэнс Франк (1931—2008) активно экспериментировала с медно-красной глазурью в своей мастерской в Париже, открыв технику династии Мин повторно. Её поддержал Фонд китайского искусства Персиваля Дэвида.